# Huracà Carla
L'Huracà Carla va ser un dels dos ciclons tropicals que assoliren la Categoria 5 durant la temporada d'huracans a l'Atlàntic del 1961. Colpejà les costes de Texas com a huracà de Categoria 4, convertint-se en una de les tempestes més poderoses que han colpejat els Estats Units. A excepció del gran Huracà de Galveston de 1900, l'huracà Carla va ser la tempesta més forta que havia colpejat les costes de Texas. La tempesta va causar $2.370 milions (2009 USD) en danys, però gràcies a l'evacuació de més de 500.000 residents es reduí el nombre de víctimes mortals fins a 43, 31 d'elles a l'estat de Texas.

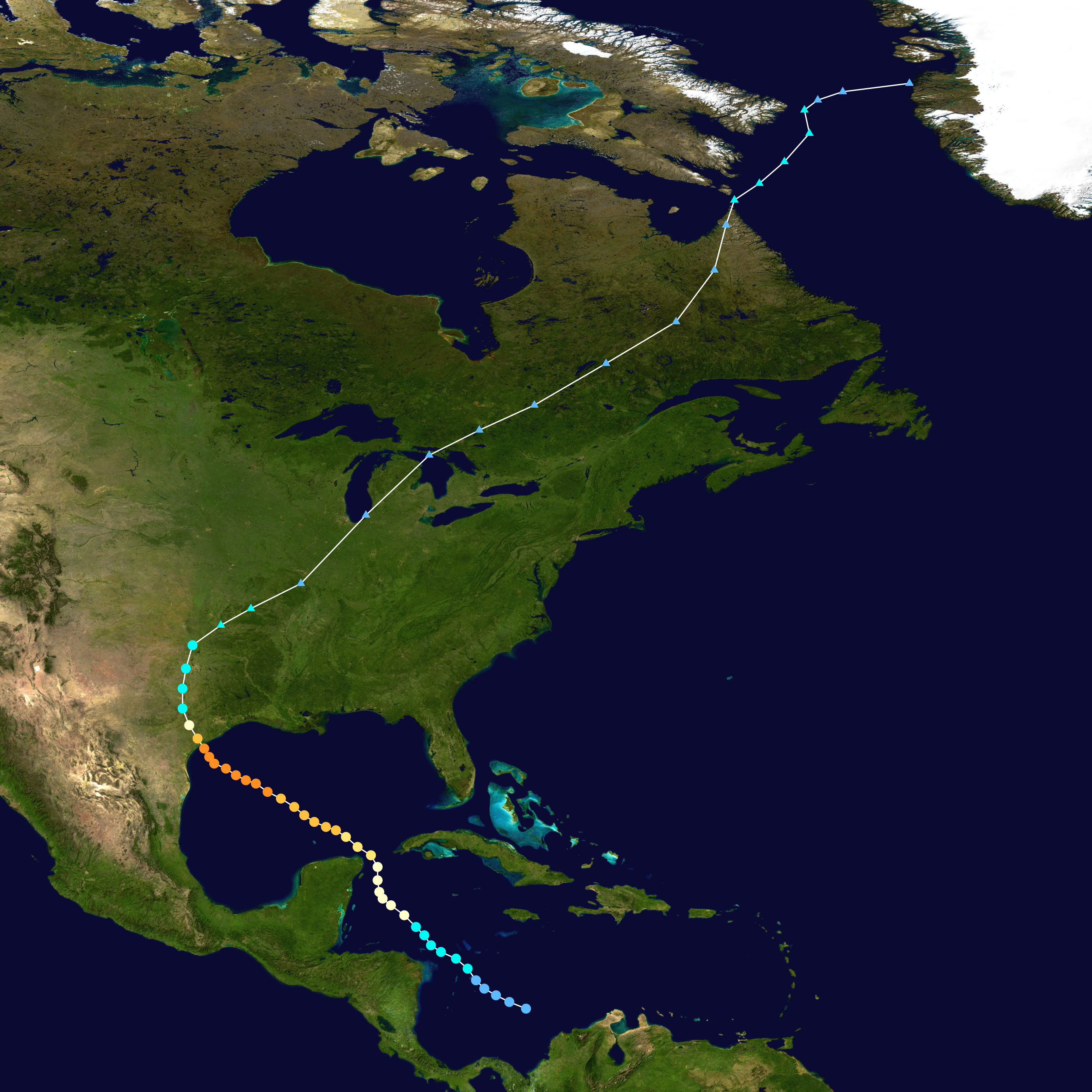
Trajectòria de la tempesta.